# Adya van Rees
Adrienne Catharine (Adya) van Rees-Dutilh (Rotterdam, 7 juni 1876 – Utrecht, 11 oktober 1959) was een Nederlandse textielkunstenaar, schilder en graficus. Ze maakte deel uit van de Dada-beweging in Zürich en was een van de eerste ondertekenaars van het eerste Berlijnse Dada-manifest. 

## Biografie
Van Rees werd met de geboortenaam Dutilh geboren in Rotterdam. Ze was een dochter van een zakenman François Dutilh (1849-1924), en Catharina Adriana Jonkheijm (1851-1928). Haar familie was welvarend door de handel in vlas.
Ze leerde tekenen bij Barbara Elisabeth van Houten in Den Haag en ging daarna studeren bij Ernest Blanc-Garin in zijn atelier in Brussel. Daar kwam zij in aanraking met antiburgerlijke en antikapitalistische ideeën, waarmee zij zich vereenzelvigde. Rond 1900 ging zij in het Gooi wonen. Zo'n twee jaar later woonde ze een jaar in Italië, samen met haar vriendin Christine Verbrugghe, die ze bij Blanc-Garin had leren kennen. Daarna woonde ze in Blaricum en sloot zich aan bij de Landbouwkolonie van de Internationale Broederschap, een christelijke-anarchistische organisatie. Ze ging samenwonen met collega-kunstenaar Otto van Rees, de zoon van de oprichter van de kolonie. Begin 1906 werd een dochter Aditya geboren.
In 1909 trouwde zij met Otto. Het echtpaar kreeg in totaal drie kinderen: Aditya, Magda of Magdalena (1910-1990) en Jean-Luc (1917-1980 (persfotograaf, vermoord)). Ze woonden in de wijk Montmartre in Parijs, samen met een groep kunstenaars die bekend staat als Bateau-Lavoir. ’s Zomers woonde zij in Fleury-en-Bière.
Zij ging zich toeleggen op het maken van abstracte wandtapijten en borduurwerk. Tijdens de Eerste Wereldoorlog verhuisde ze naar Zwitserland en zij en Otto bekeerden zich in 1914  tot het katholicisme. Religie werd een onderwerp van haar latere kunst. In november 1915 deed zij evenals Otto mee met een Dadaistische groepstentoonstelling in Galerie Tanner in Zürich, waar ook werk van Hans Arp te zien was. Adya exposeerde haar borduurwerk. In 1918 ondertekende ze het Berlijnse Dada-manifest.
In 1919 krijgt haar gezin een spoorwegongeluk in Frankrijk, bij Pont-sur-Yonne. Haar oudste dochter Aditya overlijdt en Otto van Rees raakt ernstig gewond. Ze verhuizen daarop naar Noord-Brabant, maar gaan vaak naar het Zwitserse Ascona. In 1923 verhuisden ze naar het Klein Kasteel in Deurne, in 1927 naar Brasschaat, maar gaan in 1929 permanent in Ascona wonen. Bij Ascona lag Monte Veritá, een kolonie van de Internationale Broederschap, waar een anarchistische "excentrieke bende artistiekelingen woonde."
Het echtpaar ging ook vaak naar Parijs en raakte betrokken bij Cercle et Carré, een constructivistische kunstenaarsbeweging. Rond 1928, al voor de Tweede Wereldoorlog werden Van Rees en haar man van elkaar gescheiden. Hun relatie was verslechterd en Otto kreeg een relatie met een andere vrouw, Manna Smitt, die bloemstillevens schilderde onder het pseudoniem Micha Landt. Er volgde echter geen echtscheiding. De oorlogsjaren bracht ze door in Zwitserland, waar ze zich concentreerde op het borduren van historische en religieuze onderwerpen. In deze periode was zij gescheiden van haar familie en had geldzorgen. In 1949 keerde zij terug naar Nederland en woonde op diverse adressen. Toen de relatie van Otto met een andere vrouw in 1951 beëindigd was ging zij weer bij hem wonen, tot zijn dood in 1957. Daarna woonde ze bij familie en vrienden. Haar gezichtsvermogen was achteruit gegaan en ze kon niet meer werken.
Van Rees overleed op 11 oktober 1959 in een verpleeghuis in Utrecht.

## Werk
De schilderstijl van Van Rees evolueerde van expressionisme naar symbolisme. In de beginperiode werd haar werk gerekend tot het dadaïsme, maar het figuratieve werk uit de beginperiode heeft ook trekken van het kubisme. Na de geboorte van haar eerste dochter in 1906 was schilderen onpraktisch en ging ze zich toeleggen op borduurwerk, dat zij zelf ontwierp. Ze borduurde ook naar ontwerpen van Otto Freundlich. Haar naaldwerk, borduurwerk en tapeterie neigt sterkt naar het abstracte; daarmee was zij een van de eerste Nederlandse kunstenaars. De structuur van haar textielwerk draagt bij tot de beeldkracht, naast kleur en vorm. Haar borduurwerk Sanduhr (zandloper) uit 1914, te zien in het Kunstmuseum Bazel, wordt genoemd als een vroeg abstract werk. Haar portret van de Duitse dichter Ludwig Rubiner laat ook een abstracte beeldtaal zien.
Haar onderzoekende stijl had verband met haar spirituele zoektocht, die eerst werd beïnvloed door de theosofie, en later door het katholicisme.
Werk van haar bevindt zich in het Centraal Museum (Utrecht), Kunstmuseum (Den Haag), Museum De Wieger (Deurne), Museum Dr8888 (Drachten) en in het Kunstmuseum (Bazel, Zwitserland). Haar dochter heeft werk in de collectie Kuitenbrouwer-van Rees. Veel van het werk van Van Rees-Dutilh is echter verloren gegaan.

## Exposities
Ze exposeerde in de Rotterdamsche Kunstkring in 1910 en in Moderne Kunstkring te Amsterdam in 1912. In 1913 toonde zij haar werk bij de Erster Deutscher Herbstsalon in Berlijn. In 1915 exposeerden Adya en Otto van Rees samen met Hans Arp in Zürich in Galerie Tanner; ze kreeg daar de nodige waardering voor haar borduurwerk. Later exposeerde ze ook in Parijs, New York en Washington.